# ویندبرگه
ویندبرگه (به آلمانی: Windberge) یک منطقهٔ مسکونی در آلمان است که در تانگرهوته واقع شده‌است.
 ویندبرگه  ۳۰۱ نفر جمعیت دارد.